# 文森 (藝術家)
文森是留學美國之台灣雕塑藝術家，該名為留美時英文名Vince之中譯，其受父親的溫文儒雅影響至深，無論雅石、盆栽、養寵物等嗜好，皆讓文森有著自然的美感經驗。高中時期的老師陳誠先生是他的藝術啟蒙老師，教授文森素描、國畫等基礎美術。直至臺灣國立藝專，於何恆雄老師紮實的雕塑訓練下，漸次引領出對於人體美及超現實術風格的喜好。留美碩士期間，受到舊金山藝術學院Mr. Schifrin 和Ms. Keelan的指導，發展出結合西方超現實主義及中國道家美學（物我概念）之中國式超現實主張。返國後，教職於臺灣藝術大學，且進入臺北國立故宮博物院及楊英風基金會研究，逐漸在藝術理念上，偏向對於東方藝術語彙構成的研究。2004年，結合個人善於幻想的特質與先前的「中國式超現實」概念，文森自創「意涵藝術」（Metaphor Art）創作理念，此形式使用藝術語彙與技巧，以有形的物象來表達人們無形的思考或意念；技巧上以多種物體來組構作品型態，進而傳遞作品整體的意境，希望開創東方人文藝術創作新領域，可從文森之「意涵藝術」作品裡找到其表現。

## 外部連結
- 文森藝術網（台灣現代陶藝與意涵藝術家-文森） （页面存档备份，存于）

1. . 文森藝術. 2003  [2011-10-28]. （原始内容存档于2018-08-05） （中文（臺灣））. 文森（Vince Yu）是留學美國之台灣雕塑藝術家，發展出結合西方超現實主義及中國道家美學（物我概念）之中國式超現實主張。自創「意涵藝術」（Metaphor Art）創作理念，此形式使用藝術語彙與技巧，以有形的物象來表達人們無形的思考或意念。